# Hồ Dầu Tiếng
Hồ Dầu Tiếng là một hồ nước nhân tạo nằm trên địa bàn ba tỉnh Tây Ninh, Thành phố Hồ Chí Minh và Đồng Nai thuộc vùng Đông Nam Bộ, Việt Nam. Hồ được hình thành do việc chặn dòng thượng nguồn sông Sài Gòn, đây hiện là hồ thủy lợi lớn nhất Việt Nam và Đông Nam Á. Hồ được khởi công vào năm 1981 sau khi công tác khảo sát bắt đầu được thực hiện từ năm 1976. Dự án xây dựng hồ Dầu Tiếng có tổng chi phí hơn 100 triệu USD, được triển khai sau khi chính phủ Việt Nam vay vốn từ Ngân hàng Thế giới khiến đây trở thành công trình đầu tiên tại Việt Nam được xây dựng bằng USD kể từ khi đất nước thống nhất. Trước khi thi công, hồ đã gây ra nhiều tranh cãi từ phía lãnh đạo tỉnh Tây Ninh trong việc lựa chọn tên hồ cũng như khả năng thành công của dự án. Tuy nhiên, hồ vẫn được vận động xây dựng. Từ năm 2017, hồ Dầu Tiếng trở thành công trình liên quan đến an ninh quốc gia do lo ngại rằng việc vỡ hồ sẽ gây ảnh hưởng nghiêm trọng đến khu vực Thành phố Hồ Chí Minh. Đến năm 2022, Hồ Dầu Tiếng chịu sự quản lý của Công ty Trách nhiệm hữu hạn Một thành viên Khai thác thủy lợi Miền Nam trực thuộc Bộ Nông nghiệp và Phát triển Nông thôn (Bộ NN&PTNT).
Năm 2005, cùng với núi Bà Đen, hồ Dầu Tiếng đã được lựa chọn xuất hiện ở phần trung tâm của biểu trưng tỉnh Tây Ninh.

## Sơ lược

Bản đồ hồ Dầu Tiếng và các huyện xung quanh.

Hồ Dầu Tiếng trải rộng trên địa bàn của 3 tỉnh lần lượt là Tây Ninh, Thành phố Hồ Chí Minh và Đồng Nai với diện tích mặt hồ lên đến 270 km2 và tổng dung tích là 1,58 tỷ m3 nước. Hồ nằm cách phường Tân Ninh 20 km về hướng Đông Bắc và cách trung tâm tỉnh Tây Ninh khoảng 115 km về hướng Bắc. Do được hình thành từ việc chặn dòng thượng nguồn sông Sài Gòn, nên ngoài điều tiết nước xuống sông Sài Gòn, hồ Dầu Tiếng còn có nhiệm vụ tưới tiêu cho hơn 100.000 ha đất sản xuất nông nghiệp trên địa bàn tỉnh Tây Ninh và Thành phố Hồ Chí Minh. Hệ thống thủy lợi của hồ gồm ba kênh chính là kênh Đông, kênh Tây và kênh Tân Hưng có nhiệm vụ điều phối nước cho hơn 1.550 km các tuyến kênh nhánh tại các địa phương. Ngoài ra, lòng hồ còn được người dân tận dụng để nuôi trồng thủy sản.
Công trình hiện đang thực hiện điều tiết nước để phục vụ tưới tiêu cho 93.000 ha đất ở Tây Ninh bao gồm huyện Tân Biên, Châu Thành, Bến Cầu, Dương Minh Châu, Gò Dầu, thị xã Hòa Thành, Trảng Bàng và thành phố Tây Ninh; huyện Củ Chi, thành phố Hồ Chí Minh và huyện Đức Hòa, tỉnh Long An.

## Lịch sử

### Khảo sát và xây dựng
Sau khi Việt Nam thống nhất vào năm 1975, chính phủ Cộng hòa xã hội chủ nghĩa Việt Nam đã ra quyết định thành lập Đoàn khảo sát thiết kế thủy lợi Nam Bộ. Những tấm bản đồ tỷ lệ 1:100.000 của chính phủ Việt Nam Cộng hòa trước đây được tận dụng làm cơ sở ban đầu cho công tác quy hoạch. Năm 1976, Phó Chủ tịch Hội đồng Bộ trưởng Phạm Hùng đã phát động phong trào "Toàn dân, toàn quân ra quân làm thủy lợi" với phương châm "Thủy lợi là biện pháp hàng đầu để phục hưng đất nước". Cũng trong thời gian này, nhiều cán bộ từ miền Bắc đã được trung ương cử vào miền Nam để tiến hành khảo sát và xây dựng hồ bao gồm Nguyễn Xuân Hùng – Phòng khảo sát địa hình, địa chất thuộc Viện Khảo sát thiết kế (Bộ Thủy lợi), người giữ vai trò Chủ nhiệm thiết kế công trình. Trong quá trình khảo sát, 7 cán bộ đã thiệt mạng do dẫm phải mìn ở khu vực hiện nay là lòng hồ. Trước khi xây dựng, một số điền chủ trồng cao su trong khu vực cũng đã có kế hoạch xây dựng một hồ nước nhưng chỉ với mục đích giải trí. Ngoài ra, từ năm 1977, bộ đội Việt Nam đã bắt đầu xây dựng nhiều tuyến đập phụ trước khi công trình chính thức được khởi công.
Công trình thủy lợi Dầu Tiếng được Thủ tướng Chính phủ phê duyệt vào năm 1979 và khởi công vào ngày 29 tháng 4 năm 1981 với tổng số vốn là 110 triệu USD tại ấp Thuận Bình xã Truông Mít, huyện Dương Minh Châu, tỉnh Tây Ninh dưới sự có mặt của Phó Thủ tướng Huỳnh Tấn Phát. Lúc bấy giờ, hồ đã bị lãnh đạo tỉnh Tây Ninh phản đối vì cho rằng nó tốn đất và dù 2/3 diện tích hồ nằm trên địa bàn Tây Ninh nhưng lại đặt tên hồ là Dầu Tiếng, một địa danh thuộc Bình Dương. Không chỉ phản đối, Bí thư tỉnh Tây Ninh lúc bấy giờ là Nguyễn Văn Tốt còn yêu cầu tất cả các cơ quan trong tỉnh không tiếp đón Bộ Thủy lợi Việt Nam và không được thảo luận về hồ Dầu Tiếng, kể cả Chủ tịch Ủy ban nhân dân tỉnh. Theo báo Nông nghiệp, Bộ trưởng Bộ Thủy lợi Nguyễn Thanh Bình cũng bị ông Tốt tố cáo lên Ban Bí thư do lo ngại rằng Cơ quan Tình báo Trung ương Hoa Kỳ có thể cài người vào phá hoại Việt Nam. Nhằm xoa dịu tỉnh Tây Ninh, Thủ tướng Phạm Hùng đã quyết định đặt tên công trình là hồ Dầu Tiếng – Tây Ninh. Tuy nhiên, Phó Bí thư Tỉnh ủy, Chủ tịch Ủy ban nhân dân tỉnh Tây Ninh Đặng Văn Thượng lại ủng hộ xây dựng công trình. Lúc cao nhất, công trình đã huy động được tới 36.300 người và thấp nhất là 7.200 người xây dựng. Mặc dù ban đầu là tỉnh phản đối công trình nhưng hồ lại có sự đóng góp "to lớn của thanh niên, nhân dân tỉnh Tây Ninh" sau khi được ông Thượng và các các bộ trong tỉnh tham gia vận động quần chúng nhân dân đào kênh, xây hồ.
Nguồn vốn xây dựng hồ được cho là từ khoản vay ưu đãi hơn 100 triệu USD của Ngân hàng Thế giới, khi đó do Robert McNamara làm Chủ tịch, ông từng là Bộ trưởng Bộ Quốc phòng Hoa Kỳ và được xem như "kiến trúc sư trưởng" của chiến tranh Việt Nam. Đây cũng là số tiền đầu tiên mà Nhà nước Cộng hòa Xã hội chủ nghĩa Việt Nam vay thành công, chính vì vậy mà hồ Dầu Tiếng được xem là công trình đầu tiên sau năm 1975 được xây dựng bằng USD. Số tiền từ khoản vay này bao gồm sự đóng góp từ Quỹ Kuwait vì Phát triển Kinh tế Ả Rập, Quỹ OPEC vì Phát triển Thế giới và Chính phủ Hà Lan. Nhân công tham gia xây dựng hồ chủ yếu là thanh niên, có thời điểm lên đến hàng chục ngàn người. Theo số liệu thống kê của tỉnh đoàn Tây Ninh, cho đến khi công trình đưa vào vận hành, Tây Ninh và các tỉnh, thành lân cận đã huy động được hơn 450 ngàn lượt đoàn viên – thanh niên tham gia với gần 15 triệu ngày công lao động; đào đắp được hơn 11,6 triệu m3 đất, xây lắp gần 54 ngàn m3 bê tông và đá xây... để xây dựng nên hàng ngàn km kênh và hàng ngàn công trình trên kênh. Hồ cũng được xây dựng trong bối cảnh Việt Nam bị Khmer Đỏ tấn công biên giới.

### Hoạt động
Để có được diện tích khổng lồ vào năm 1982, hàng nghìn hộ dân ở xã Lộc Ninh, huyện Dương Minh Châu đã nhường đất nương rẫy của mình và di dời đến nơi ở mới tại xã Truông Mít và Bến Củi. Ngày 2 tháng 7 năm 1984, hồ bắt đầu tích nước và đến ngày 10 tháng 1 năm 1985, hệ thống thủy lợi Dầu Tiếng với hai tuyến kênh chính Đông và Tây chính thức được đưa vào khai thác. Năm 1985, ngay tại công trường, Thân Công Khởi – nguyên là công nhân lái máy cạp tự hành, người tham gia thi công đập chính cũng như tuyến kênh Tây, một trong 2 tuyến kênh huyết mạch của hồ Dầu Tiếng – đã được Chủ tịch Hội đồng Nhà nước Trường Chinh phong tặng danh hiệu Anh hùng lao động, ông là người duy nhất trong số nửa triệu công nhân tham gia thi công được nhận danh hiệu này. Trong giai đoạn 1985–1986, hồ đã cơ bản hoàn thành và bắt đầu dẫn nước về huyện Củ Chi với lưu lượng nước khoảng 135 triệu m³ mỗi năm. Từ năm 1996 đến năm 1999, kênh Tân Hưng được xây dựng để dẫn nước từ hồ Dầu Tiếng tưới tiêu cho các xã phía nam của hai huyện Tân Châu và Tân Biên. Năm 2012, hồ thủy lợi Phước Hòa và kênh dẫn nước được đưa vào hoạt động, giúp chuyển nước từ sông Bé sang sông Sài Gòn, từ đó bổ sung nước cho hồ Dầu Tiếng. Chính vì vậy, đây còn là công trình thủy lợi có chức năng chuyển nước từ sông này qua sông khác, đồng thời cung cấp nước từ hồ này sang hồ khác.
Từ ngày 6 tháng 6 năm 2017, Thủ tướng Chính phủ cùng với Bộ Công an đã cử cán bộ vào Tây Ninh và quyết định đưa công trình hồ chứa nước Dầu Tiếng vào danh mục công trình quan trọng liên quan đến an ninh quốc gia. Đến tháng 6 năm 2019, nhà máy điện mặt trời đầu tiên đã được hình thành trên khu vực bán ngập trong lòng hồ Dầu Tiếng, trở thành dự án năng lượng sạch lớn nhất Đông Nam Á sau khi hoàn thành. Đến năm 2021, Bộ Nông nghiệp và Phát triển Nông thôn đã giao cho công ty chủ quản hồ thực hiện dự án đầu tư, sửa chữa nâng cao an toàn đập và hồ chứa nước sau khi phát hiện những vết nứt với tổng kinh phí 157 tỉ đồng và hoàn thành trong năm 2022. Đồng thời, công ty này cũng đề xuất đầu tư thêm 1.500 tỉ đồng để tiếp tục sửa chữa và nâng cấp hồ từ 2021–2025. Trong giai đoạn 2 của quá trình sửa chữa, Công ty Thủy lợi miền Nam đã cắt nước trong 90 ngày đối với tuyến kênh chính Tây sau khi được sự chấp thuận của Ủy ban nhân dân tỉnh Tây Ninh bắt đầu từ ngày 5 tháng 4 năm 2023 và mở nước trở lại vào ngày 10 tháng 1 năm 2024 nhằm phục vụ cho vụ mùa mới. Cũng vào lúc này, Bộ NN&PTNT đã giao cho tỉnh Tây Ninh nghiên cứu về "Đề án phát triển tổng thể đa mục tiêu hồ Dầu Tiếng giai đoạn 2022–2030, tầm nhìn 2050", nhưng sau đó đã bị hủy bỏ do liên quan đến nhiều luật, lĩnh vực, quy hoạch... vượt quá thẩm quyền của tỉnh. Đến ngày 5 tháng 5 năm 2024, Thủ tướng Phạm Minh Chính đã giao cho tỉnh Tây Ninh phát huy tối đa các chức năng mà hồ Dầu Tiếng mang lại.

## Khai thác

### Du lịch

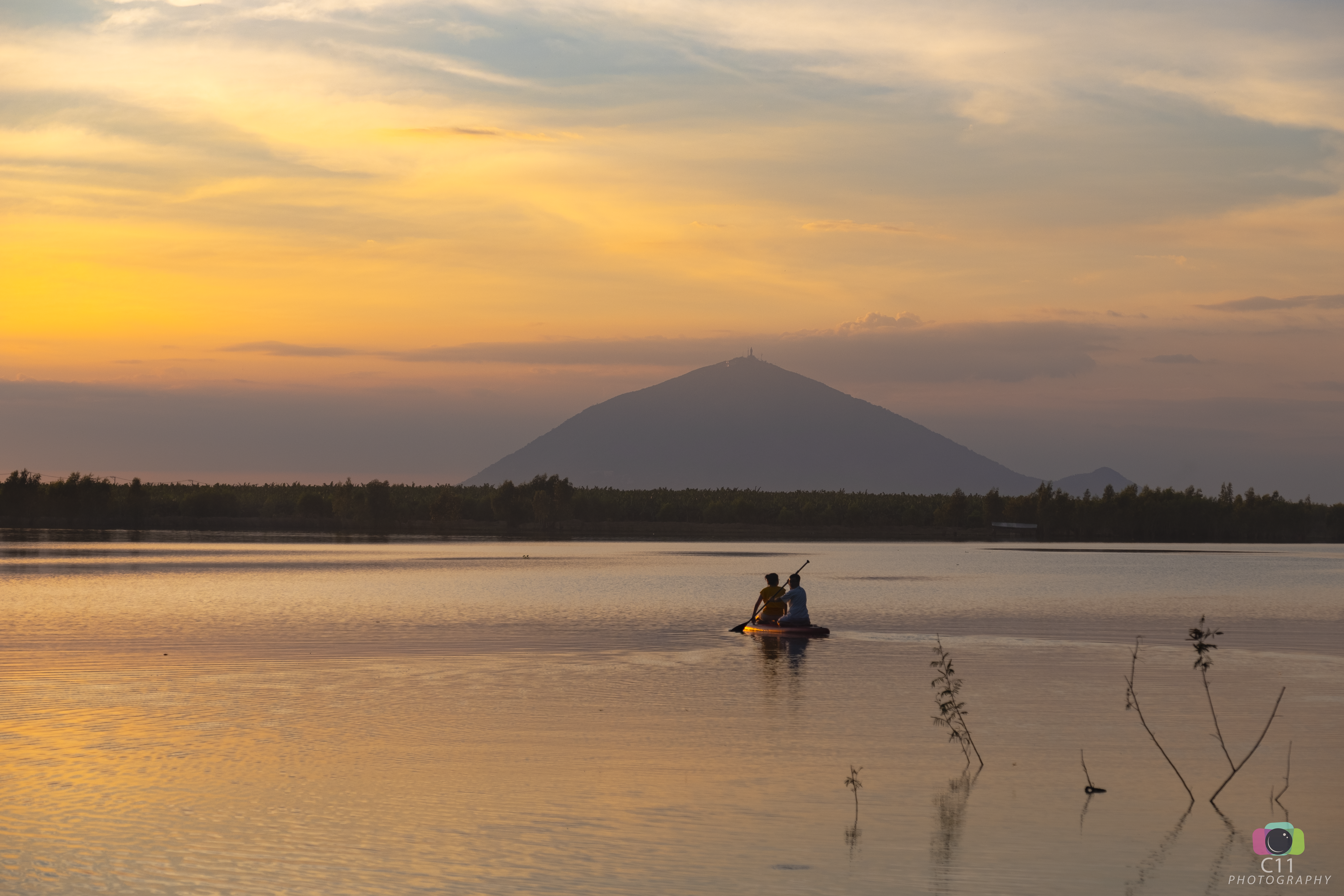
Hồ Dầu Tiếng về chiều với núi Bà Đen ở hậu cảnh.

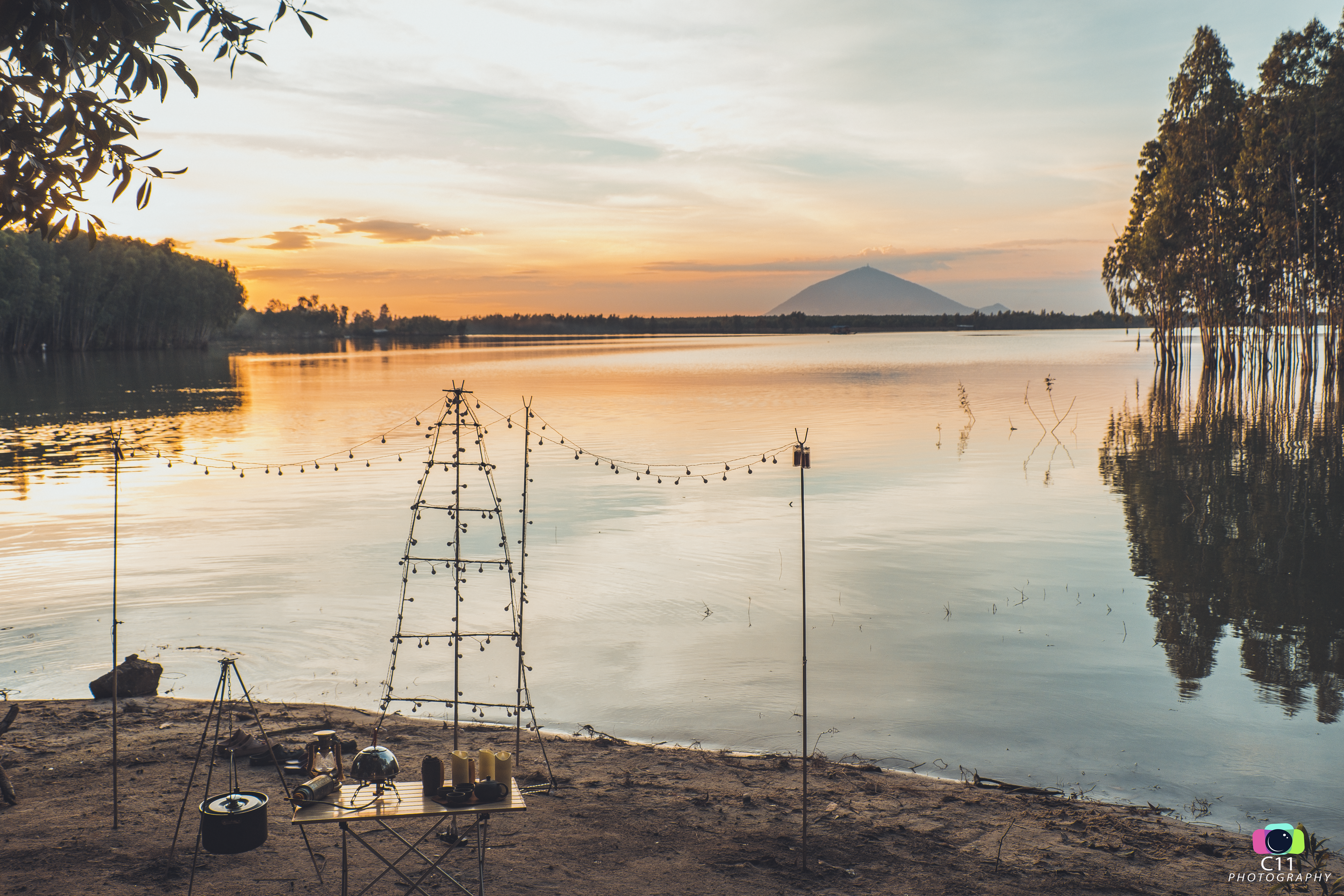
Bờ hồ Dầu Tiếng.

Năm 2008, Ủy ban nhân dân tỉnh Tây Ninh đã kêu gọi đầu tư vào các khu vực du lịch nằm bên trong hồ bao gồm đảo Nhím, cù lao Sỉn, cù lao Tân Thiết, Tân Hoà, Bà Chiêm, Tà Dơ, Đồng Kèn và dọc bờ phía Nam của hồ. Vào năm 2022, Ủy ban nhân dân tỉnh Bình Dương đã tổ chức cuộc họp để lắng nghe báo cáo từ đơn vị tư vấn về Đề án du lịch sinh thái, nghỉ dưỡng, giải trí rừng phòng hộ Núi Cậu – Dầu Tiếng giai đoạn 2021 – 2030, với mục tiêu biến nơi đây thành một "Đà Lạt thu nhỏ". Vào năm 2016, nhiều người dân đã phát hiện một bãi tắm tự phát tại khu vực hồ Dầu Tiếng. Ngay sau đó, chính quyền địa phương đã yêu cầu người dân tháo dỡ và di dời khỏi khu vực lòng hồ do không có sự quản lý, dẫn đến nguy cơ mất an ninh trật tự và đuối nước. Đến cuối tháng 5 cùng năm, Ủy ban nhân dân tỉnh Tây Ninh đã giao cho các đơn vị liên quan đầu tư xây dựng cơ sở hạ tầng, cải tạo khu vực này thành bãi tắm tự nhiên mang tên "Biển Tây Ninh".
Vào năm 2022, dưới sự quản lý của Sở Văn hóa, Thể thao và Du lịch tỉnh Tây Ninh, Liên đoàn dù lượn, diều bay thể thao đã được thành lập với lễ ra mắt và biểu diễn dù lượn được tổ chức tại khu vực hồ Dầu tiếng, huyện Dương Minh Châu, tỉnh Tây Ninh trong hai ngày 30 tháng 4 và 1 tháng 5. Theo quy hoạch phát triển đô thị của tỉnh Tây Ninh, Dương Minh Châu đã được phê duyệt để trở thành khu vực phát triển dịch vụ du lịch xung quanh núi Bà Đen và hồ Dầu Tiếng.

### Thủy sản

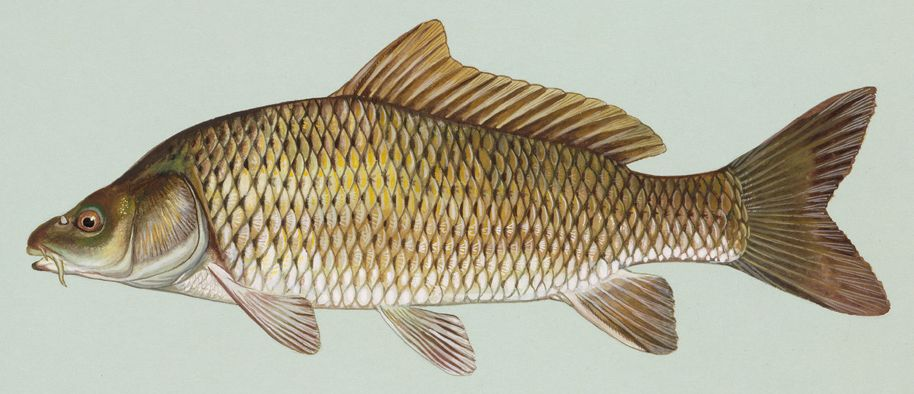
Họ cá chép được cho là chiếm 33,33% lượng thủy sản trong hồ.

Theo một khảo sát của Chi cục Chăn nuôi và thú y trực thuộc Sở Nông nghiệp và Phát triển Nông thôn Tây Ninh, hồ Dầu Tiếng có hơn 50 loài cá, trong đó có 10 loại mang lại giá trị kinh tế như cá thát lát, cá lăng, cá lóc, cá cơm... Tuy nhiên, theo thống kê của Viện Nghiên cứu Nuôi trồng Thủy sản II trực thuộc Bộ Nông nghiệp và Phát triển Nông thôn, hồ chứa khoảng 60 loài cá và nhiều loại thủy sản khác, với 15 loài mang lại giá trị kinh tế như cá chép, cá nheo, cá chốt, cá lóc... Các loài thuộc họ cá chép chiếm khoảng 33,33 %, bộ cá da trơn chiếm 30 %, bộ cá vược chiếm 23,33 % cùng với các loại cá khác. Kể từ khi hồ được xây dựng, số lượng loài xuất hiện trong hồ so với thượng nguồn sông Sài Gòn đã tăng lên 14 loài, với 33 loài mới xuất hiện và 19 loài biến mất. Các loài thủy sản biến mất gồm cá chạch rằn, cá chạch lửa, cá chiên, cá lưỡi trâu, cá hường, cá bống cát... và đặc biệt là tôm càng xanh. Nhiều loài cá mới xuất hiện được cho là nhờ việc người dân nuôi lồng, bè... các loại cá mang lại giá trị kinh tế cao. Từ năm 2005 đến năm 2013, 7,8 triệu con cá đã được chính quyền địa phương thả xuống hồ nhằm tái tạo nguồn thủy sản.
Theo báo Tây Ninh, tỉnh này mỗi năm đã trích ngân sách từ 500–700 triệu đồng để thả hàng chục triệu con cá giống các loại vào hồ nhằm tái tạo nguồn lợi thủy sản. Tuy nhiên, theo chính quyền địa phương, nhiều trường hợp đánh bắt cá trong hồ đã sử dụng nhiều ngư cụ bị cấm như lồng xếp, dớn, đăng, te, xiệp, xung điện... hay ngư cụ kết hợp ánh sáng, gây ảnh hưởng nghiêm trọng đến hệ sinh thái hồ. Ngày 25 tháng 3 năm 2024, Công ty trách nhiễm hữu hạn một thành viên Khai thác thủy lợi miền Nam đã lập "Kế hoạch phối hợp kiểm tra các hoạt động trong phạm vi bảo vệ công trình thuỷ lợi Dầu Tiếng", bao gồm việc kiểm tra ngư cụ và hoạt động nuôi cá lồng bè xung quanh hồ nhằm bảo vệ hệ sinh thái cũng như nguồn thủy sản tại đây.

### Thủy lợi

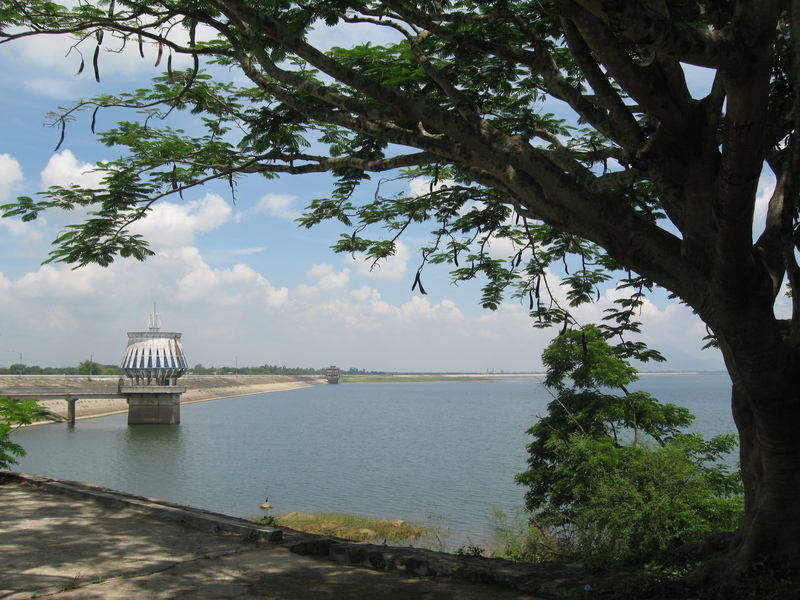
Đập thủy lợi hồ Dầu Tiếng

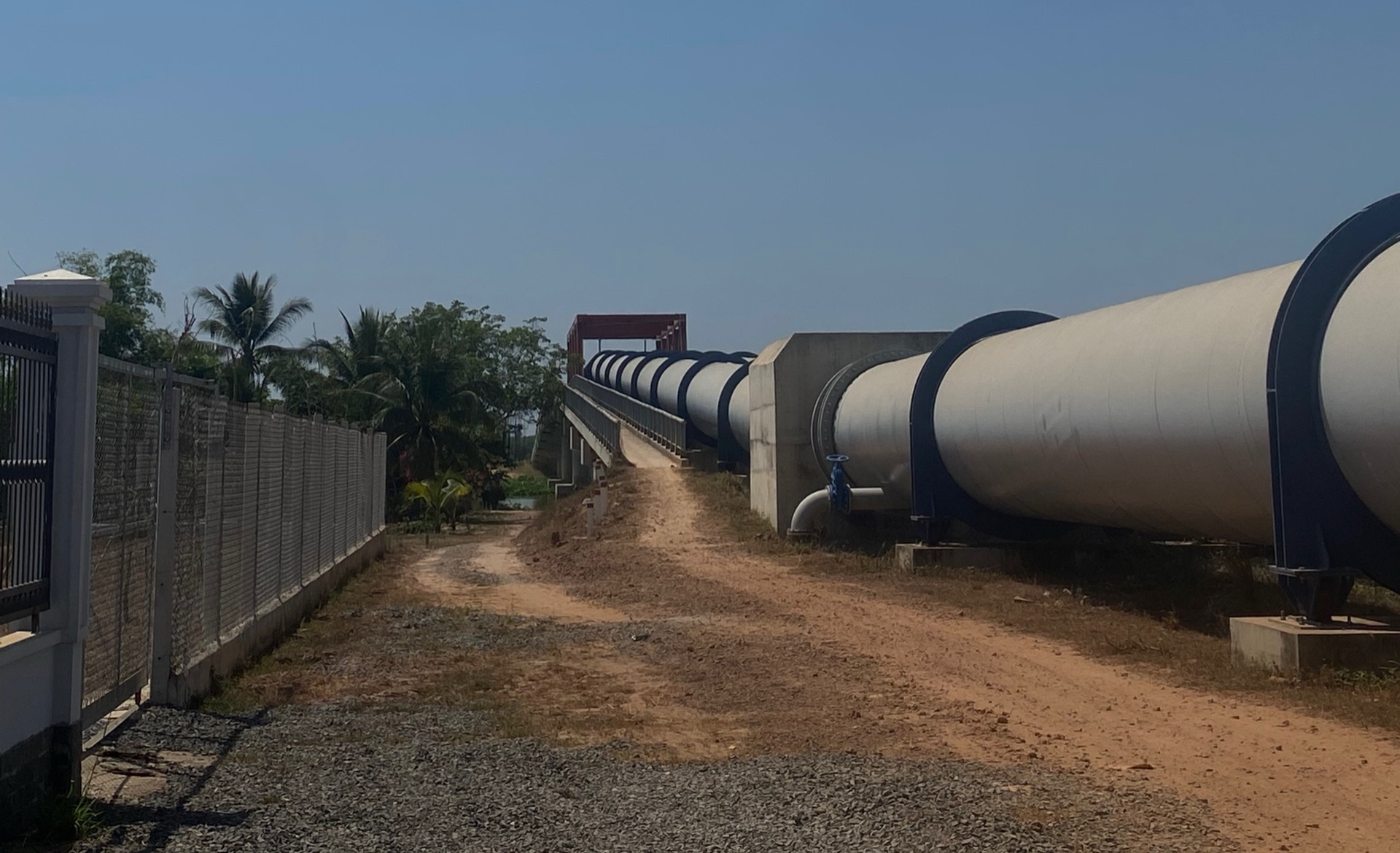
Ống thép vượt cạn đoạn vượt sông Vàm Cỏ Đông.

Hệ thống công trình thuỷ lợi Dầu Tiếng – Phước Hoà do Công ty Trách nhiệm hữu hạn Một thành viên Khai thác thủy lợi Miền Nam quản lý và vận hành, có nhiệm vụ cung cấp nước, chống lũ, đẩy mặn và cải tạo môi trường cho vùng hạ du lưu vực sông Sài Gòn và Vàm Cỏ Đông. Hồ đang là nguồn cung cấp nước trực tiếp cho 116.953 ha đất sản xuất thuộc địa bàn các tỉnh, thành phố Tây Ninh (92.953 ha), Thành phố Hồ Chí Minh (12.000 ha) và Long An (12.000 ha); đồng thời tưới tạo nguồn cho 93.954 ha khu vực ven sông Sài Gòn và sông Vàm Cỏ Đông. Năm 2017, Đinh La Thăng đã đề nghị khởi động lại dự án đường ống nước nối từ hồ Dầu Tiếng về nhà máy nước ở Thành phố Hồ Chí Minh thông qua hình thức kêu gọi xã hội hóa đầu tư. Năm 2018, chính quyền Tây Ninh đã khởi công dự án đưa nước từ hồ Dầu Tiếng sang phía Tây sông Vàm Cỏ Đông nhằm cung cấp nước cho các xã thuộc huyện Châu Thành và Bến Cầu, tỉnh Tây Ninh với tổng kinh phí 1.246 tỷ đồng. Công trình này bao gồm một ống thép vượt sông với khẩu độ 30 m và chiều tĩnh không khoảng 6 m.
Trong đợt nắng nóng tại Việt Nam năm 2024, Long An đã đề xuất Công ty Trách nhiệm hữu hạn Một thành viên khai thác thủy lợi Miền Nam xả nước từ hồ Dầu Tiếng vào sông Vàm Cỏ Đông để đẩy mặn sau khi tỉnh ban bố tình trạng thiên tai hạn mặn cấp độ 4 vào ngày 17 tháng 4. Phía doanh nghiệp cũng đã chấp thuận và cam kết xả 7 triệu mét khối nước theo hướng sông Vàm Cỏ Đông nhằm hỗ trợ Long An. Tuy nhiên sau đó, Sở Nông nghiệp và Phát triển nông thôn tỉnh Long An đã đề nghị hồ tăng thêm lượng nước xả để hỗ trợ tỉnh này. Trước đó, hồ cũng đã phải xả nước để ngăn chặn tình trạng xâm nhập mặn ở sông Sài Gòn và hệ thống sông Đồng Nai.

### Khoáng sản
Vào năm 2010, Ủy ban nhân dân tỉnh Tây Ninh đã thống nhất với tỉnh Bình Phước thông qua công văn số 1968 về việc bàn giao cho Ủy ban nhân dân tỉnh này quyền cấp phép khai thác khoáng sản 16 km thượng nguồn sông Sài Gòn mà hai tỉnh cùng quản lý. Khi giao lại cho Bình Phước, Tây Ninh cho biết sẽ chỉ phối hợp quản lý khi cần thiết. Hai tháng sau khi công văn có hiệu lực, Bình Phước đã cấp giấy phép khai thác cát duy nhất cho Doanh nghiệp tư nhân Thái Thịnh trong thời hạn 10 năm. Tuy nhiên, đến năm 2017, giấy phép này được chuyển giao cho Công ty trách nhiễm hữu hạn một thành viên Sản xuất Thương mại Phú Thọ. Tuy nhiên sau đó, người dân tại Tân Hòa, Tân Châu đã báo cáo lên tỉnh Tây Ninh về tình trạng sạt lở nghiêm trọng tại khu vực thuộc tỉnh Tây Ninh. Qua kiểm tra, Công ty Thái Thịnh đã gây sạt lở 150 m vào địa phận Tân Hòa do không thả phao cũng như không đặt biển báo khai thác. Theo chính quyền tỉnh Tây Ninh, do diện tích hồ rộng lớn và nhiều khu vực hồ không có người dân sinh sống nên việc phát hiện các hoạt động khai thác khoáng sản trái phép trong lòng hồ là vô cùng khó khăn.

### Nhà máy điện Mặt trời

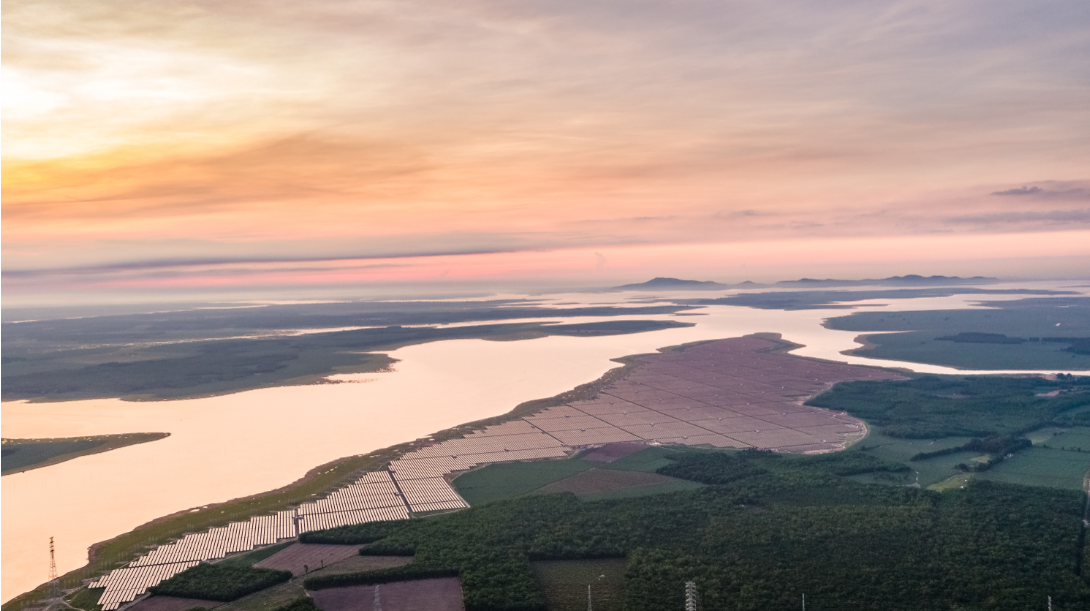
Một phần của Nhà máy điện Mặt Trời Dầu Tiếng.

Điện mặt trời Dầu Tiếng là một nhóm nhà máy điện mặt trời được xây dựng trên vùng đất bán ngập và ven hồ Dầu Tiếng ở các huyện Tân Châu và Dương Minh Châu, tỉnh Tây Ninh, Việt Nam. Sau chỉ 10 tháng thi công, vào tháng 6 năm 2019, nhà máy điên mặt trời Dầu Tiếng đã hòa vào lưới điện quốc gia và trở thành dự án năng lượng sạch lớn nhất Đông Nam Á. Ngay sau khi khánh thành, sản lượng điện của nhà máy đã đủ cung cấp cho nhu cầu tiêu thụ điện hàng năm của khoảng 320.000 hộ gia đình Việt Nam. Sau khi xây dựng, công trình đã góp phần đưa Tây Ninh trở thành "thủ phủ điện mặt trời" của cả nước.
Công trình được khởi công vào cuối tháng 6 năm 2018 với tổng kinh phí lên tới 9,1 nghìn tỷ đồng trên diện tích khoảng 504 ha và có công suất lắp đạt vào khoảng 420 MW. Dự án được xây dựng bởi Công ty Trách nhiệm hữu hạn Xuân Cầu của Việt Nam và Công ty Trách nhiệm hữu hạn B. Grimm Power Public của Thái Lan. Hai trong số ba nhà máy đầu tiên thuộc cụm Nhà máy điện Mặt trời đã được khánh thành vào năm 2019.

## Liên quan

### Chính quyền Tây Ninh phản đối xây dựng
Trước khi hồ Dầu Tiếng được xây dựng, nhiều người dân và lãnh đạo tỉnh Tây Ninh đã phản đối do quan ngại việc chặn dòng sông Sài Gòn để tích nước làm hồ. Thậm chí một số người dân còn tuyên bố, "Có bao nhiêu nước về đây, tôi uống hết!". Nhiều lãnh đạo tỉnh Tây Ninh cũng không đồng tình và thắc mắc vì sao hồ chiếm đến 2/3 diện tích ở Tây Ninh nhưng lại đặt tên là Dầu Tiếng thuộc tỉnh Bình Dương. Bí thư tỉnh ủy Tây Ninh lúc đó là Nguyễn Văn Tốt đã yêu cầu các cơ quan trong tỉnh không tiếp đón Bộ Thủy lợi và không thảo luận về hồ Dầu Tiếng. Thậm chí ông Tốt còn tố cáo Bộ trưởng Bộ Thủy lợi Nguyễn Thanh Bình lên Ban Bí thư do lo ngại rằng ông Bình có thể là người của Cơ quan Tình báo Trung ương Hoa Kỳ cài vào nhằm phá hoại Việt Nam. Đặng Văn Thượng – Chủ tịch Ủy ban nhân dân tỉnh Tây Ninh lúc bấy giờ chia sẻ rằng ông đã được gọi riêng để nói, "Hồ Dầu Tiếng hao tốn đất đai, công sức, không đem lại lợi ích cho dân Tây Ninh" và yêu cầu ông "không được bàn bạc, tiếp xúc, họp hành" với Bộ Thủy lợi, bởi ông là người ủng hộ công trình này. Để thuyết phục các bên, Bộ Thủy lợi đã tổ chức một hội nghị lớn do Phạm Hùng chủ trì để trình bày cơ sở khoa học của hồ. Sau đó, để xoa dịu tỉnh Tây Ninh, chính phủ đã quyết định đổi tên thành hồ Dầu Tiếng – Tây Ninh. Ngoài Đặng Văn Thượng, còn có hai Phó Chủ tịch Ủy ban nhân dân tỉnh Tây Ninh là Võ Anh Tú và Võ Đức Thiện đều ủng hộ công trình này. Cả ba đã cùng nhau đi vận động người dân tham gia đào kênh thủy lợi, góp phần xây dựng nên hồ Dầu Tiếng.

### Khu vực sinh sống của những người không quốc tịch
Đến năm 2016, theo ghi nhận của chính quyền địa phương, có tổng cộng 352 hộ với hơn 1.000 người dân không có quốc tịch đang sinh sống ven lòng hồ thuộc xã Tân Thành, huyện Tân Châu, tỉnh Tây Ninh. Bí thư Đảng ủy xã Dương Thị Vất cho biết ban đầu chỉ có 3–4 hộ dân đến sinh sống, nhưng sau đó số lượng đã gia tăng nhanh chóng, với nhiều ngôi nhà tạm được dựng lên ngay trong đêm. Những người dân ở đây chia sẻ rằng họ không thể tiếp tục sống ở Campuchia nên đã quyết định đi ngược thuyền về Việt Nam để tìm kế sinh nhai, và số lượng người ngày càng gia tăng. Hầu hết người dân tại đây đều có nguồn gốc từ khu vực Biển hồ Campuchia. Cũng trong năm đó, Tây Ninh đã xây dựng hơn 100 ngôi nhà trên đất công cho những người dân không có nơi ở, đồng thời phối hợp với Sở Tư pháp tỉnh để làm giấy tờ tùy thân cho họ. Tuy nhiên, tỉnh cũng quan ngại rằng việc cung cấp hỗ trợ có thể khiến số lượng người dân từ Campuchia trở về tăng thêm và gây "áp lực" cho địa phương. Sở Tư pháp Tây Ninh cũng khẳng định rằng trẻ em được sinh ra tại đây mặc nhiên sẽ được làm giấy khai sinh Việt Nam. Vào giữa tháng 7, Thủ tướng Nguyễn Xuân Phúc đã ra công văn yêu cầu các địa phương hỗ trợ người dân trong việc hòa nhập cộng đồng.

### Nguy cơ vỡ đập

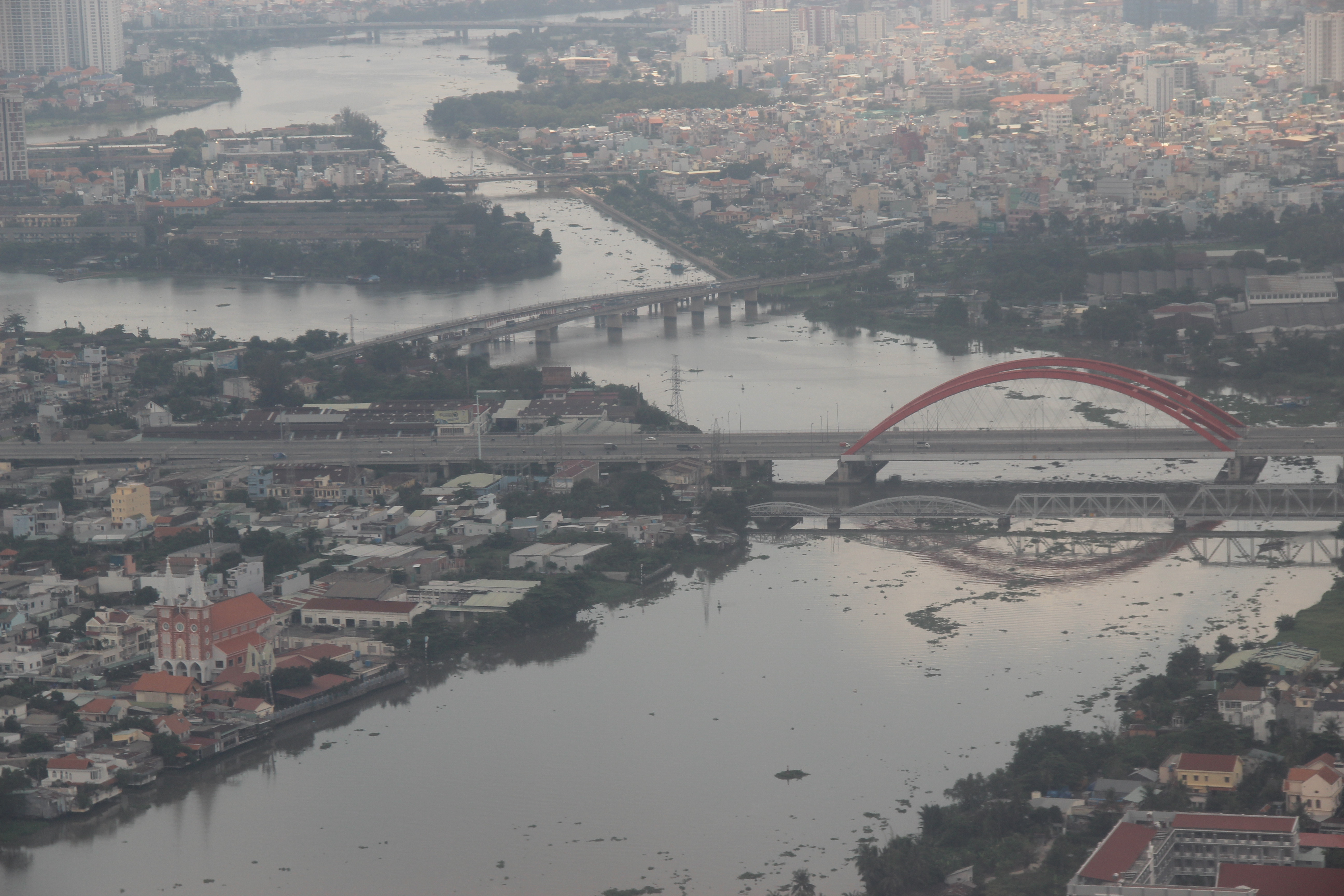
Khu vực hạ lưu sông Sài Gòn, một trong những nguồn thoát nước chính của hồ Dầu Tiếng.

Nguy cơ vỡ đập hồ Dầu Tiếng đã được các chuyên gia thủy lợi đưa ra trong một cuộc họp của Ủy ban nhân dân Thành phố Hồ Chí Minh vào ngày 31 tháng 7 năm 2013. Theo ước tính, nếu đập vỡ, chỉ trong vòng 2 giờ 8 phút, đợt lũ sẽ khiến Củ Chi ngập 11,97 m và sau 23 giờ 18 phút sẽ khiến Thành phố Hồ Chí Minh ngập 2,38 m. Theo thiết kế, lưu lượng xả tràn của hồ Dầu Tiếng có thể lên đến 2.800 m3/giây khi mực nước lũ đạt 26,92 m. Trong khi đó, sức tải lũ của sông Sài Gòn vẫn còn rất thấp. Vào ngày 7 tháng 2 năm 2017, Thủ tướng Chính phủ đã ra Quyết định số 166/QĐ-TTg đưa công trình thủy lợi hồ Dầu Tiếng vào công trình quan trọng liên quan đến an ninh quốc gia. Trước đó, hồ Dầu Tiếng chỉ xả lũ bất thường do sự cố cửa van vào năm 1986 và năm 2008, nhưng đều gây ngập lụt cho nội thành Thành phố Hồ Chí Minh. Vào năm 2016, Bộ Nông nghiệp và Phát triển nông thôn phối hợp với Ban Chỉ huy phòng chống thiên tai và tìm kiếm cứu hộ cứu nạn tỉnh Tây Ninh, Công ty Trách nhiệm hữu hạn Một thành viên Khai thác thủy lợi Dầu Tiếng – Phước Hòa đã tiến hành diễn tập giả định phá 200 m thân đập để xả lũ về sông Vàm Cỏ Đông trong trường hợp hồ Dầu Tiếng bị quá tải, nhằm tránh gây ngập lụt cho hạ du sông Sài Gòn. Tuy nhiên, việc phá hủy đập phụ sẽ gây ảnh hưởng đến 28 hộ dân ở xã Suối Đá, huyện Dương Minh Châu cùng các vùng lân cận khác.
Năm 2022, Phó Trưởng ban Chỉ đạo quốc gia về phòng, chống thiên tai Trần Quang Hoài đã nhấn mạnh: "Nếu khi có tình huống xấu xảy ra, nguy cơ sẽ rất lớn, thiệt hại gây ra sẽ không nhỏ và có thể trở thành thảm họa đối với Thành phố Hồ Chí Minh".

### Tư liệu
- Quyết định 124/QĐ-TTg về "Ban hành danh mục đập, hồ chứa thủy lợi thuộc đập, hồ chứa nước quan trọng đặc biệt" (PDF). Việt Nam: Tư liệu văn kiện của Trường Đại học Thủy lợi. 2019. Bản gốc (PDF) lưu trữ ngày 27 tháng 4 năm 2024. Truy cập ngày 27 tháng 4 năm 2024.
- Ban Chấp hành Trung ương Đảng (1985). Tạp chí cộng sản 5 (tháng 5 năm 1985). Việt Nam: Đảng cộng sản Việt Nam.
- Trần Mạnh Thường (2005). Việt Nam - Văn hóa và du lịch. Việt Nam: Nhà xuất bản Thông Tấn. OCLC 951290475.
- Hồ Dầu Tiếng - Điểm đến hấp dẫn tại Tây Ninh 05/12/2020 06:09:11